# Xanthorhoe chorica
Xanthorhoe chorica är en fjärilsart som beskrevs av Edward Meyrick 1887. Xanthorhoe chorica ingår i släktet Xanthorhoe och familjen mätare. Inga underarter finns listade i Catalogue of Life.